# Oldřich Kvapil
Oldřich Kvapil (20. února 1911, Prostějov - 9. března 1975) byl český fotbalista, záložník, reprezentant Československa.

## Fotbalová kariéra
V československé lize hrál za SK Prostějov. Dal 3 ligové góly. Za československou reprezentaci odehrál 27. září 1936 přátelské utkání s Německem, které skončilo prohrou 1–2. 

## Ligová bilance
| Ročník              | Zápasy | Góly | Klub         |
| ------------------- | ------ | ---- | ------------ |
| Státní liga 1934/35 | 6      | 0    | SK Prostějov |
| Státní liga 1935/36 | 13     | 0    | SK Prostějov |
| Státní liga 1936/37 | 18     | 0    | SK Prostějov |
| Státní liga 1937/38 | 3      | 0    | SK Prostějov |
| Státní liga 1945/46 | -      | 0    | SK Prostějov |
| CELKEM              | -      | 0    |              |